# 糟糕艺术博物馆
糟糕艺术博物馆（英語：Museum of Bad Art，缩写为）是美國的一家私人博物馆，其宗旨是“歌颂那些无法通过其他渠道得到认可和展示机会的艺术家的劳动成果”。糟糕艺术博物馆总館位于马萨诸塞州的戴德姆，另在马萨诸塞州的萨默维尔和布鲁克莱恩设有分館。博物馆有常驻展品500件，都是“糟糕至极而让人难以忽略”的作品；其中25到35幅作品随时展出。
糟糕艺术博物馆建于1994年，当时古董商斯科特·威尔逊曾向朋友们展示一幅从垃圾中回收过来的画作，他的朋友就建议威尔逊开设一个展览。不到一年时间，开设在威尔逊朋友家的展览就因为人满为患而不得不另寻他所。糟糕艺术博物馆随后迁至戴德姆一家剧院的地下室。1995年，博物馆的联合创始人杰瑞·赖利在解释博物馆的创立初衷时说道：“世界上每个城市都至少会有一家博物馆来展示艺术的精华，而MOBA则是唯一一家致力于收集并展示糟糕艺术的博物馆”。MOBA的藏品必须为原创作品，且具有严肃的主题；但同时又必须有严重的缺陷而非平淡无奇。策展人无意于展出那些刻意而为的拙劣作品。
很多波士顿的的非常规旅游线路都会将MOBA列入其中，一些国际性报纸及杂志曾专题介绍过MOBA。许多人受到了MOBA的启发在世界范围内开设了一些类似的展览，以对抗占统治地位的艺术。《纽约时代杂志》的黛博拉·所罗门表示糟糕艺术博物馆所引起的关注正体现出博物馆展出“最伟大的糟糕艺术”的一种大趋势。糟糕艺术博物馆曾被指责为是反艺术的表现，但其创始人认为博物馆的展览正是要对艺术家的真诚致以敬意，尽管这些艺术家在创作过程中出现了严重的问题，他们依然执着于艺术创作。博物馆的联合创始人玛丽·杰克逊表示：“我们在此赞颂艺术家失败的权利，他们的艺术创作虽败犹荣”。

## 历史
糟糕艺术博物馆于1994年由古董商斯科特·威尔逊建立。他在波士顿罗森岱尔区（Roslindale）路边发现了后来成为博物馆镇馆之宝的《花田里的露西》，这幅画当时插在两个垃圾桶中间，周围都是待清理的垃圾。威尔逊一开始只对画框感兴趣，但是当他把这幅画给他的朋友杰瑞·赖利看时，赖利希望将画框和画作都保留下来。杰瑞·赖利在自己的家中将《露西》展出，并且鼓励朋友们找寻其他糟糕的艺术作品，然后把他们寻找的结果告诉威尔逊。当威尔逊又找到另一幅“同样可爱”的画并拿给赖利看时，他们就决定开始收藏这种作品。赖利和他的妻子玛丽·杰克逊在他家的地下室举行了一个派对，展示目前为止的收藏，并举行了一场他们开玩笑式地称为“糟糕艺术博物馆开幕式”的发布会。
由于有数百人参加展览会，赖利和杰克逊在马萨诸塞州西罗克斯伯里区（West Roxbury）的家很快就难以承受定期展览他们所收集（以及他人捐赠）的作品这样的活动。创立者最初在布置他们有限的展区时，目的是成立一家虚拟的糟糕艺术博物馆，由为MOBA提供展品的95个人出镜，在一个虚构的博物馆中进行拍摄，制成光盘。虚构的博物馆使参观者得以在欣赏绘画作品的同时来到虚构博物馆的场景之外，了解后台办公室、修复室以及其他房间的真实情况。
博物馆“永久临时代理主任”路易斯·赖利·萨科（Louise Reilly Sacco）说：“博物馆展览的消息继续传播，直到有一次一拨老年游客乘坐旅游巴士特意来参观，情况终于变得“完全失控”。1995年，展览地点迁至戴德姆社区剧院的地下室，2004年时，人们称剧院建筑已“摇摇欲坠”。戴德姆的博物馆没有固定的开放时间，而是随楼上的剧院营业而开放。《波士顿环球报》发现展览还“恰好开在了男士洗手间的外面”，洗手间传出的声响和散发的味道一直伴随着人们的参观，人们在厕所不断地冲水，“似乎为博物馆提供了均匀的湿度”。
在MOBA成立之初，博物馆开设了巡回展览。有一次展览开在了鳕鱼角的一片树林中，称为“窗外的艺术——林中画廊”，作品都被挂在了树上。为了配合气氛，公众参观时还有糟糕音乐演奏。在一期名为“在糟糕艺术中遨游”的展览中，经过塑封的18幅作品构成了“世界上第一个可驾车参观并清洗汽车的博物馆”。前任美学解读总监玛丽•杰克逊表示：“我们没有把水彩作品加进去”。而在2011年的“一丝不挂——全裸展”中，MOBA收藏的所有裸体画都在当地的一家温泉浴场中展出。
MOBA致力于轮流开设不同主题的展览。2003年“自然界的怪物”展的主题是“搞砸的”景观艺术作品。2006年的“平庸的肖像画”展则专门为“配合”大卫·霍克尼在波士顿美术馆的个展结束而开设。2006年MOBA还开设了“自然界里没有真空及其他所有家务”展。博物馆的官网也继续采用这种形式。
2008年，位于马萨诸塞州萨默维尔戴维斯广场的萨默维尔剧院设立了第二家糟糕艺术画廊，这一次女士和男士洗手间外都摆上了展品。尽管第一家画廊是免费并对公众开放的，第二家却只有在买票进入剧院后才能免费参观。名为“明亮的色彩/黯淡的情绪”和“知你所好/画你所感”的展览开设在马萨诸塞州比弗利的蒙特塞拉特艺术学院的画廊里。萨科表示，MOBA的目标之一便是“使糟糕艺术走遍世界”。MOBA的藏品已经在弗吉尼亚、渥太华和纽约展出过。
2009年2月，MOBA发起了一项资金筹集的活动，用来扶持布兰迪斯大学的罗斯美术馆。该美术馆受2008-2009全球金融危机的冲击，外加大学的部分赞助者受到伯纳·马多夫（Bernard Madoff）投资计划的影响而导致资金亏损，曾认真是否要考虑卖掉馆藏珍品。现MOBA的管理人及气球艺术家/音乐家迈克尔•弗兰克计划在eBay上以10，000美金的一口价卖掉一幅名为《消化研究》的作品，该作品的作者为艺术家黛博拉·格鲁梅特，是一幅四格画，演示人类消化过程中通过不同媒介进行的四个步骤。这幅作品的首次报价为24.99美金，最终以152.53美金的价格成交。此次交易的微薄收益归到罗斯美术馆名下，但是两个博物馆都由此声名大振。

### 偷窃
MOBA的两幅作品被窃，引起了媒体的关注，也提升了博物馆的知名度。1996年，由安吉罗·勒（R. Angelo Le）所创作的《艾琳》在博物馆消失。《艾琳》是由威尔逊在垃圾堆捡到的，在博物馆收入这幅画之前，画布上就有一道用刀划出来的裂口，而MOBA表示：“这道裂口为这幅本来就充满张力的作品更增添了戏剧性”。
博物馆悬赏6.5美金找回《艾琳》，但是尽管MOBA的赞助者后来将悬赏金额提高到了36.73美金，多年来这幅画依旧销声匿迹。波士顿警方将这个案子列入“盗窃及其他”的类别。据报道，萨科无法将《艾琳》的失窃与波士顿著名的伊莎贝拉嘉纳艺术博物馆在1990年遭遇的轰动一时的抢劫事件联系在一起。2006年，在《艾琳》失窃十年以后，自称窃画的人联系到MOBA，要求博物馆支付5000美金的赎金换回这幅画。博物馆没有付赎金，但是画最终还是被送了回来。
受到《艾琳》失窃案的提醒，MOBA的工作人员在戴德姆分馆安装了一个假的攝影機，并注有标识：“警告——本馆受假的攝影機所保护”。即便有这些防护措施，2004年丽贝卡·哈里斯（Rebecca Harris）的作品—《排水管自画像》还是被人从墙上取下来，并在原来的位置放了一封勒索信索要赎金10美金，尽管窃贼忘记留下联系方式。该画失窃后不久便被送回，外加10美元的捐款。馆长迈克尔·弗兰克猜测窃贼无法销赃，因为“声誉好的机构都拒绝与罪犯进行买卖”。

## 入选标准

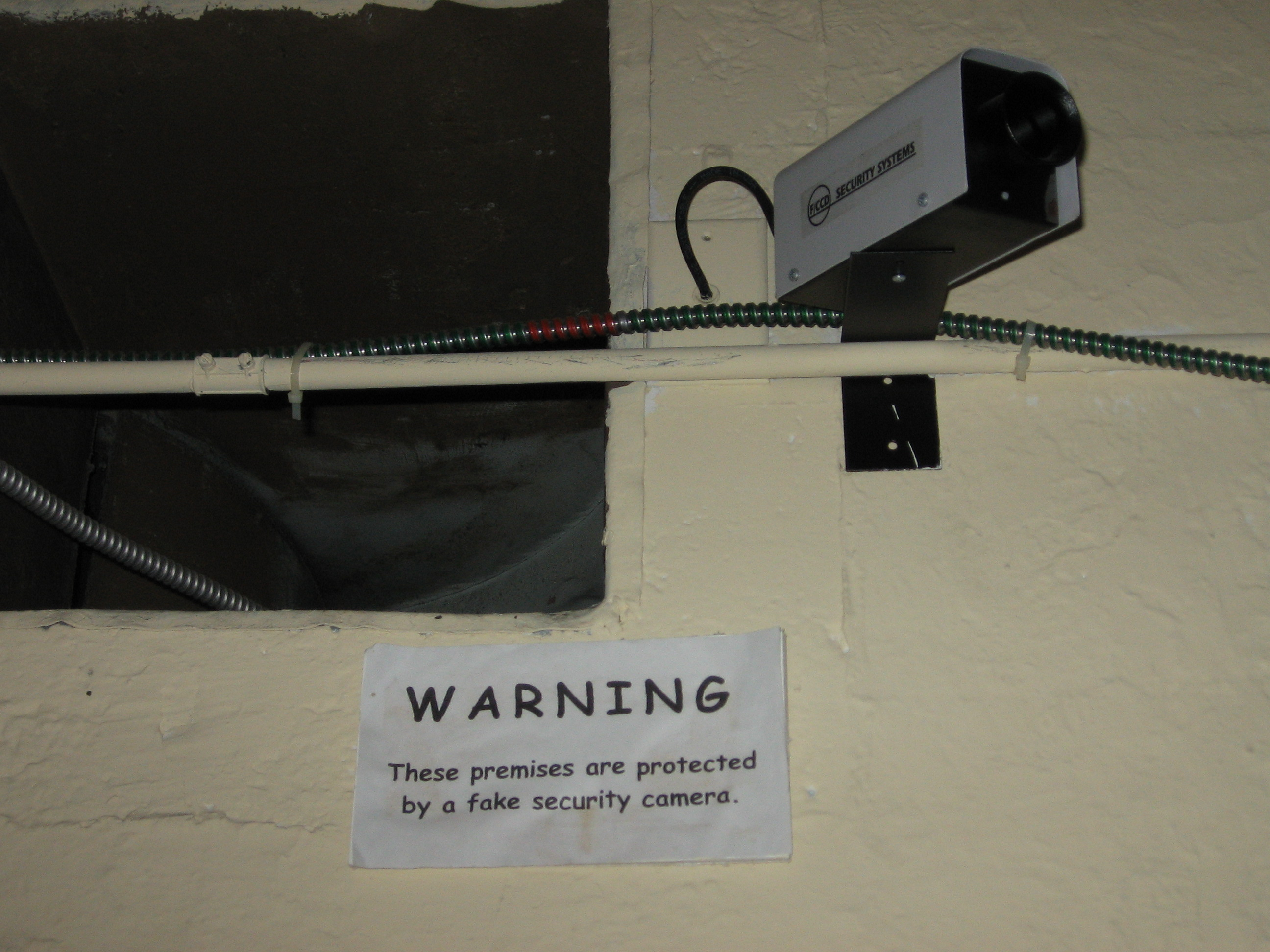
戴德姆分馆的假監視器

即便该博物馆的信条是展示“糟糕到让人难以忽视的艺术品”，MOBA对其愿意接收的艺术品依旧制订了严格的要求。玛丽·杰克逊表示：“百分之九十的作品都无法入选，因为他们的品質不够低劣。艺术家们所认为低劣的作品并不总能达到我们的低标准”。正如糟糕艺术博物馆的介绍中所述：MOBA收入的杰作或“艺术品”必须经过艺术创作者认真的努力。艺术技巧的缺乏并不是博物馆收录作品的重要指标。可能入选的画作或者雕塑理想状态下应该具有“引人注目的意象”，或者如名誉馆长奥利·哈罗维尔所言，这些艺术品必须具有能让人惊呼出“我的天哪！”的特质。
一幅画或者一件雕塑入选的一个重要标准是它必须不能无趣。迈克尔·弗兰克（Michael Frank）表示博物馆对像《玩扑克牌的小狗》这类商业作品不感兴趣，“我们选取的是态度认真的作品，作者试图进行艺术创作，但在创作初衷或执行过程中出现了一些问题”，弗兰克如是说。蒙特塞拉特艺术学院以MOBA的展品为示范，告诫学生“创作的真诚依然重要，目的的纯粹性也是有意义的”。
MOBA也会接受未经申请的作品，只要这些作品达到了收录标准。管理者经常会考虑这样一些艺术家的作品，其在创作中呈现出的强度和感情难以与其创作水平相称。博物馆举行了一场名为「欲罢不能」的展览，以＂无尽的创造力＂为主题，地方新闻和CNN都有报道。其他艺术家在技艺上比较纯熟，但尝试结果却不尽人意。迈克尔·弗兰克将MOBA的一些作品与外行人的作品或者原生艺术作品进行比对；有些艺术家的作品除了在MOBA展出外，还会收录在其他美术馆的外行藏品中。马萨诸塞艺术学院的迪恩·尼莫（Dean Nimmer）教授（同时也是MOBA的高品位执行总监）指出了糟糕艺术博物馆与其他机构规范的相通之处：“他们以其他艺术馆为蓝本，用同样的标准来接收拙劣的作品...（他们的要求）和那些声明‘我们这里展出装置艺术或现实主义绘画或新后现代派抽象艺术’的美术馆或博物馆的要求非常相似”。
MOBA并不接收儿童作品（例如黑天鹅绒画），或者那些人们习惯上认为品質相对较低的艺术品（例如数字填色画），媚俗的作品或者工厂生产的艺术品——也包括那些专门供旅客购买的画作。博物馆负责人同样无意于门栓、钩子、地毯或工具箱这样的工艺品。MOBA负责人表示这些作品应该收藏在更合适的地方，比如：“奇特品味博物馆”、“国际次品展”，或者“国家不伦不类家居装饰宝库”等等。
曾有人指责糟糕艺术博物馆是反艺术的，或者收录那些经过认真构思的作品并以此嘲弄它们，然而斯科特·威尔逊强调MOBA收入作品本身就是对艺术家热诚的一种赞美。玛丽·杰克逊（Marie Jackson）重新强调了这一观点，她表示：“我认为这种方式是对人们的一个很好的鼓励...那些想要创作却又出于畏惧而不敢为的人，当他们看到这里的作品，他们就会意识到没有什么可怕的—只要勇敢去做就好了”。路易斯·赖利·萨科（Louise Reilly Sacco）对此表示赞同，他表示：“即便我们真的是在嘲弄什么，那也是在嘲弄整个艺术界，而非艺术家。但MOBA是一所名副其实的博物馆，拥有10年的历史，6000名会员，并享誉全球”。博物馆的负责人强调有作品收入的艺术家们都很享受随之而来的声誉，因此这是一种双赢的方式；博物馆得到新的藏品，创作者得以在博物馆中扬名。1997年《芝加哥论坛报》上的一篇文章表明，在MOBA中展示作品的10到15位艺术家中不曾有一位感到失望。
MOBA的很多作品都是通过捐赠获得的，且常经艺术家本人之手。其他的则从民宅后院的摊子或者旧货店得来。马萨诸塞州的剑桥垃圾收集联盟捐赠的一些作品，都是从一大堆废弃物中找回来的。博物馆偶尔也会购入一些作品：MOBA的政策一度是每件作品的花费不得超过6.5美元。然而近期工作人员也曾花费两倍或者三倍的价格购买某些例外的作品。那些未被博物馆接收的作品会收录在“被拒绝的作品集”中，有的可能会被拍卖。在过去，一部分收益会归入到救世军名下，因为博物馆的很多藏品都由此而来；拍卖的绝大部分收入则归博物馆所有。

## 镇馆之宝
MOBA所展出的每件绘画或雕塑作品都附有一段简短的介绍，内容涉及作品的材质、尺寸、艺术家的姓名以及博物馆获得此作品方式，并分析作品最初的意图或象征意义。博物馆曾在自己开设的杂志上表示，作品介绍很可能把参观者“逼疯”。这些主要由玛丽·杰克逊撰写的作品说明被《基督教科学箴言报》的大卫·穆茨（David Mutch）称作“开玩笑式的评论”。一直到“MOBA作品解读人员的人事调动”后，这个任务才落到迈克尔·弗兰克和路易斯·赖利·萨科身上。

### 《花田里的露西》
MOBA的很多作品都为参观者提供了谈资。《花田里的露西》（帆布油画；作者不详；在波士顿的一片垃圾中获得）一直是最受新闻媒体和参观者青睐的作品之一。作为该博物馆的第一件收藏品，《露西》这幅作品“如此有力量，让人不由得妥善保存以供后人欣赏”；并且树立了一种标准，后来的藏品都受到这种标准的衡量。MOBA的创立者们不禁怀疑到底是斯科特·威尔逊找到了《露西》，还是《露西》找到了威尔逊。
《蒙特利尔公报》的凯特·斯沃格（Kate Swoger）评价《露西》为一个“迷人的失误”，并这样描述她：“一个老妇人春日里在一片繁茂的原野中跳舞，松弛的乳房胡乱地上下弹动，与此同时她莫名其妙地用一只手抓住她身后的一把红色的椅子，另一只手攥着一束雏菊”。亚瑟·凯什·彼得斯（Author Cash Peters）则使用不那么华丽的词藻，将这幅画概括为“屁股上粘着一把扶手椅的老妇人”。
MOBA对于《露西》的描述为：“动作、椅子、晃动的胸部、天空中细微的色彩以及人物表情——结合在一起的每一个细节构成这样一幅卓越并且引人注目的肖像作品，每一个细节都在大声地喊着‘杰作’二字”。《泰晤士报》杂志详述了一位来博物馆参观的游客对于这幅画给人带来的“无尽的神秘感”的评价：“诺曼·梅勒的脑袋在这个天真的老太太身上干什么呢？擦着山坡飞的到底是乌鸦还是F-16战机？”
露西的孙女是波士顿地区的一名护士，名叫苏珊·劳勒（Susan Lawlor），自从在报上看到这幅肖像画之后就成了MOBA的粉丝。她认出画中的人正是自己的祖母，安娜·拉利·基恩（Anna Lally Keane，1890-1968）；看到这幅画的时候，劳勒震惊得把可口可乐从鼻子中喷出。这幅画由劳勒的母亲创作，尽管在看到成品之后全家人都觉得毛骨悚然，画还是在她阿姨的家里挂了很多年。劳勒表示：“画中人的脸绝对是祖母，但是其它地方简直错得离谱。好像她只有一个乳房似的，我搞不清楚她的胳膊和腿到底是怎么了，还有这些花和黄色的天空是怎么来的”。

### 《星期天，乔治坐在马桶上》
《星期天，乔治坐在马桶上》（布面丙烯画；作者不详；由吉姆·舒尔曼（Jim Schulman）捐赠）被《波士顿环球报》的贝拉·英格力士（Bella English）评价为“生动形象”，后者保证这幅画“百分之百会让你放声大笑”。威尔逊指出《乔治》在艺术手法上极其纯熟，运用的主题在一般绘画作品中并不常见。
很多仰慕MOBA第一幅捐赠藏品的人都对画的内容感到神魂颠倒。画中一个肥胖的男人穿着一条紧身三角内裤坐在马桶上，点彩印象派的画风与乔治·修拉的绘画风格十分相似。一位评论家推测《乔治》的点彩风格可能是“画家看了太多的电视所致”。画作的题目来自于斯蒂芬·桑德海姆的音乐剧—《星期天和乔治在公园》，这幅画也是对修拉作品《大碗岛的星期日下午》的戏剧化再创作。亚瑟·艾米·莱温（Author Amy Levin）认为《乔治》是修拉绘画的仿制品。画中的主人公被《不可思议研究年报》（搞笑诺贝尔奖的创立机构）“暂定为”约翰·阿什克罗夫特，前美国司法部长。
一位参观者对《乔治》这幅作品深有感触，认为必须对戴德姆社区剧院地下室开设的展览表达感激之情，因此写道：“在我欣赏《乔治》的时候，有个人溜进洗手间，开始对着马桶小便，他的声音很大。观赏《乔治》时伴随着的尿液飞溅的声音好像赋予了这幅作品以生命。最后冲水的声音响起时，我流泪了”。MOBA所配的说明提出了问题，也给出了观点：“回旋的蒸汽能否融化掉压在乔治身上沉重的企业责任？这幅点彩画的细节精准、一丝不苟，如毛巾边缘的针脚；又与对主人公脚部的几乎算是粗心大意的忽视形成鲜明对比”。

### 《穿草裙的杂耍狗》
与《乔治》的点彩印象派作品不同，博物馆同样致力于收藏“费尽心血的无意义主义”作品。玛丽·纽曼（Mari Newman）的《穿草裙的杂耍狗》（布面蛋彩丙烯画，由画家捐赠）是最近收录的藏品，MOBA的评语为：“我们想知道，到底是什么促使画家画出一条穿着草裙耍骨头的狗”。但是除去艺术作品的其他方面，MOBA也一样注重其神秘感。
纽曼是明尼阿波里斯市的一位职业艺术家，她对博物馆管理者的想法作出回应，对作品的创作进行了解释。她在自己还是一个贫穷的艺术生时买了一些用过的帆布，但却不知道这么大尺寸的帆布怎么使用。受到一个关于腊肠犬的卡通的启发之后，她便将其作为主体，但是一直到后来纽曼给小狗的身上加了一条她在杂志上看到的草裙，以及一些曾在一家宠物商店看到的彩色骨头，画出来的效果才让她满意。纽曼给博物馆的工作人员写信说：“我差不多就要把这幅画扔掉了，然后听说有MOBA这样一个地方。很多年来我一直把被拒绝的作品扯掉，现在我真希望当时把那些画都留给你们。”

### 主题与解读
卡什·彼得斯（Cash Peters）是一名旅行作家，他发现糟糕艺术博物馆收藏的艺术作品大致有六个共同特点。首先，MOBA的艺术家难以画好手足，往往会延长人物的胳膊，使其手部位于帆布涵盖范围之外，或者用很长的袖子把双手盖住，或者在不合适的情境中给人物穿上鞋子。第二，彼得斯将MOBA的艺术家与风景绘画大师伦勃朗和J·M·W·透纳进行对比，后两者“可能闭着眼睛都能画出”MOBA艺术家的作品。而MOBA的艺术家们很显然真的是在闭着眼睛创作，因为他们所画的天空有各种各样的颜色，唯独没有蓝色；画中的植物在真实存在的植物种类中找不到任何对应；背景中的动物太小，根本辨认不出类别。第三，MOBA的艺术家所创作的远景效果并不连贯，这种不连贯有时体现在画与画之间，有时则体现在同一幅画的内部。彼得斯提出的第四个特点则关注于MOBA艺术家在刻画人物鼻子时所遇到的困难：他指出画家们画鼻子要画很多遍，以至于整幅作品呈现出三维立体的效果，因为画家要在画布上一遍又一遍地上油彩。第五，糟糕艺术家们往往青睐“混合的媒介”：如果他们对自己的作品没有把握，就会往作品上贴羽毛、小的修饰物或者头发。最后，彼得斯认为这些艺术家明白自己的作品很失败，但渴望通过往画面中加上一只猴子或者一条狮子狗来挽救自己的作品。
自2008年末以来，MOBA尝试让公众来为一些作品命名并添加介绍。博物馆管理人员介绍，由于某些作品太过于匪夷所思，仅从艺术的角度阐释这些作品已经不够：必须要将他们进行“阐释”。“参观者阐释集锦”鼓励MOBA的参观者为这些引人注目的艺术品加入自己的想法，比赛决定最佳评论，并且每两个月有一条新评论加入到作品说明中。波士顿大学的一位教授表达了他的想法：“博物馆的地理位置以及藏品是对失意的艺术家的一个承诺，也是在文化边缘效应的力量压制下的一种信仰。我也由此想到要在回家的路上买一些洁厕灵！”

## 影响
糟糕艺术博物馆已经受到上百家国际出版机构的关注，并且被波士顿地区的旅游指南列为独特景点。博物馆还促进了其他地区类似展览或活动的兴起，包括俄亥俄州、西雅图和澳大利亚等地。
美颜剧团是一家致力于翻译的戏剧公司，受到MOBA的启发，举行了以“大师作品”为题的系列短剧戏剧节。公司聘请了六位剧作家以MOBA的展品为蓝本创作短剧。《大师作品：MOBA戏剧》于2009年1月和2月在明尼苏达州的明尼阿波里斯市进行首演。演出的戏剧以MOBA的《马娜·丽莎》、《办公室僵尸的入侵》、《我的左脚》、《穿草裙的杂耍狗》、《吉娜的恶魔》和《柳利、家禽和墓碑》等作品为蓝本。公司迁至芝加哥后，又在2011年三月和四月间编演了MOBA戏剧，采用了原来的三出戏，后来又根据三幅新的作品创作了新的戏剧。

### 对于糟糕艺术的态度

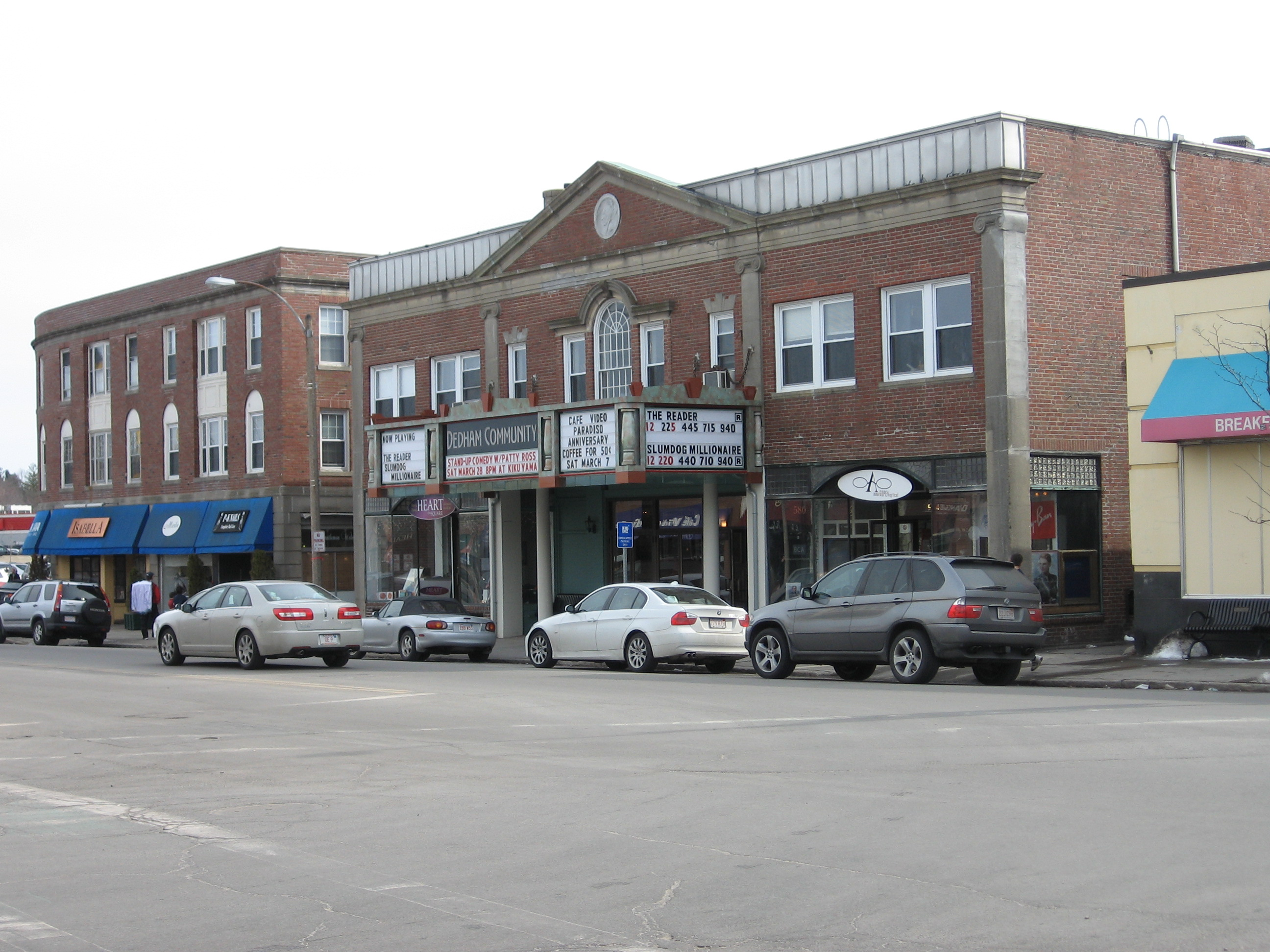
戴德姆社区剧院在其地下室开办了第一家糟糕艺术博物馆的画廊

博物馆的参观者可以在来客记录簿上签名并留下自己的意见。一位加拿大游客这样写道：“这个展览挺招人烦，但是我却难以移开自己的视线…就好像身处一个可怕的车祸现场。”另外一位游客发出警告：“她的乳头好像跟着你在屋子里到处走，太可怕了！”
MOBA的成立和其不断取得的成功，使得一些人思索当今社会对于艺术的态度。人们评价MOBA的艺术品“不经意间就戳中笑点”，与对艾德·伍德的拙劣电影的评价相类似。参观者们就连MOBA的工作人员在内都会在展览中放声大笑。在《轻信的旅行》一书中，卡什·彼得斯（Cash Peters）把这种举动和在南加州保罗·盖蒂博物馆一类美术馆参观的游客的举动进行对比，指出参观者可能会觉得盖蒂博物馆的作品一样好笑，但是如果他们表现出来的话，很有可能会被扫地出门。

2006年，路易斯·赖利·萨科（Louise Reilly Sacco）与艺术、建筑方面的权威一同出席一个专题研讨会，主题是艺术作品美丑的标准，内容发表在《波士顿建筑》中。她指出老师们经常会先带高中生参观糟糕艺术博物馆，然后再到波士顿美术馆（MFA）进行参观。萨科发现：“不知为何MOBA使孩子们得以自由地嘲笑或评论艺术作品，并且发表自己的见解，并能就不同的问题进行辩论。然后他们带着这样的经历去参观MFA，MFA本来可能使他们感到畏惧，也许丑的事物能够使我们放松。”萨科坚信极致的丑陋比极致的美丽更能震撼人心，并且能够驱使人们对错误或者不当之处进行更加深入的思考。萨科把对于不符合美丽标准的事物的严格判断与人们难以包容自己的生理缺陷联系在一起，意识到有时往往是这种严苛的态度使得父母对自己孩子脸上所谓的缺点进行“修正”，以使他们在未来免受伤害。

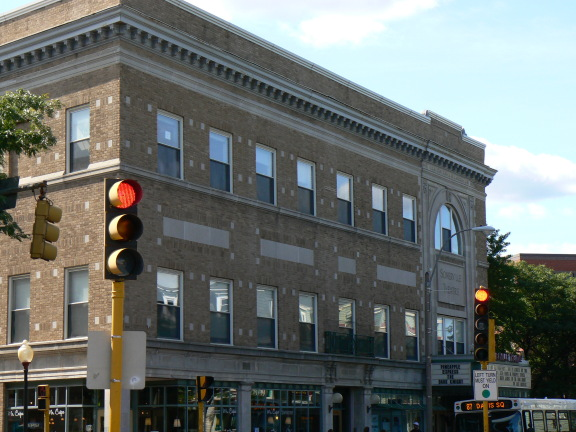
萨默维尔剧院的地下室也有一个糟糕艺术博物馆的画廊

杰森·考夫曼（Jason Kaufman）是哈佛大学文化社会学的教授，他认为MOBA是一种社会趋势，他将这种趋势命名为“扰乱主义”。大众媒体平台促进了创作活动的产生，也驱使艺术家将有意为之的拙劣作品与精品混合在一起。糟糕艺术博物馆正是这种趋势的具体体现，并进一步阐述了其核心目的——对大众评判好坏准则的嘲弄。对于考夫曼来说：“MOBA之美（当然‘美’这个字眼用在这里不甚恰当）在于其从多个角度推翻了传统的审美标准。”艾米·莱温（Amy Levin）在描述小型地方博物馆如何改写美国历史文化时表示，MOBA本身就是对艺术的拙劣模仿，MOBA的作品评注、时事通讯、官网以及出版物都是对展出优秀艺术作品的权威博物馆的嘲讽。椭圆艺术中心是弗吉尼亚州阿灵顿的一家美术馆，曾主办MOBA藏品巡回展。中心的主管对于参观者在观看展览时的欢声笑语很吃惊，因为之前在椭圆艺术中心参观的游客，他们在欣赏艺术作品时从来不会产生这样的反应。她发现“如果我没有在门上贴上告示，人们可能并不觉得展品如此糟糕。又有谁能说准什么是坏的，什么是好的呢？”
黛博拉·所罗门（Deborah Solomon）在《纽约时代杂志》中表示，MOBA的成功反映了艺术家和鉴赏者在现代艺术上的一种趋势。20世纪初现代艺术和抽象藝術的形成使艺术鉴赏越发晦涩难懂，一般大众更加难以理解，这表明“美国大众把博物馆当作一个令人生畏的地方，由一群专家学者统领，这些权威人士的品味和工作程序就像拜占庭的牧师一样神秘莫测。”所罗门认为糟糕艺术作为一项运动已经开始兴起，这项运动旨在反对反情感主义，反情感主义标志着对包括诺曼·洛克威尔或居斯塔夫·莫罗在内的早期艺术家的蔑视。加仑·戴利（Garen Daly）是MOBA在波士顿地区的几个艺术委员会的爱好者，他在1995年曾说：“我去过很多艺术馆的开幕式，有时候那些开幕式真的特别沉闷。”糟糕艺术博物馆不仅为观众提供不同寻常的艺术作品，还别出心裁地摒弃了大部分博物馆和美术馆为参观者供应红酒和奶酪的传统，转而为游客提供苦艾酒、棉花糖奶油花生夹心饼和奶酪酥等食品。

### 学术研究中的应用
在学术研究中，糟糕艺术博物馆一直被用作评定拙劣艺术作品的标准。在一项发表于《心理学透视杂志》的相关研究中，研究人员检验了两种不同情况下，人们对于艺术品评价的一致性。两种情况分别为人们通过直觉对艺术作品作出评价，以及根据艺术品的质量以合理论述作出评价。研究人员向调查对象分别提供了MOBA和纽约现代艺术博物馆（MOMA）的绘画作品，让他们在“极具吸引力”和“非常缺乏吸引力”之间为作品評分。研究表明有意识地进行评判的人其评价往往并不精准，对作品的评分也不能前后一致。参与研究的人们认为MOMA的收藏品品質更高，但是有意识地进行评判的人与通过直觉判断的人相比，他们并不认为MOMA的作品更加吸引人。不仅如此，经过认真思考的调查对象也没有像反应时间较短的参与者一样，感觉MOBA的艺术品毫无吸引力。最终的研究结论表明，快速作出评价的调查对象得出结论的一致性更高，而在准确度方面则变化不大。
在另一项刊登在《英国心理学杂志》的研究中，研究者检测了参与者对于不同品質的绘画作品在画面平衡方面的看法。研究人员从《艺术百科全书》中挑出15幅作品，涉及的艺术家有保罗·高更、乔治亚·欧姬芙和乔治·修拉；又从MOBA中选出15幅作品，作者包括道格·卡德尔瑞特（Doug Caderette）、无名氏和D·阿莱克斯（D. Alix），然后将这些作品展示给参与者。每幅作品中的主体都转换了角度，或垂直或水平，参与者需要指认最初的作品。研究人员假定调查对象辨认传统名作的平衡和内容应该更加容易，并且研究参与者可能会认为当主体内容的角度变换时，传统名作的品質变化应比MOBA藏品的品質变化程度更大。然而，调查结果表明对于参与者来说，画面均衡本身并不能保证作品的品質一定较高，调查对象发现原作比经过调整的版本画面更加匀称，但传统的优秀作品并不一定比MOBA的藏品创作品質更高、画面更均衡。

## 脚注
1. ↑  Frank & Sacco 2008，第vii頁
2. 1 2  Piepenburg, Erik. . The New York Times. September 22, 2010  [2015-08-17]. （原始内容存档于2015-09-05）.
3. ↑  Walkup, Nancy. . School Arts. March 2005, 104 (7): 36. ISSN 0036-6463. OCLC 1765119.
4. 1 2  Mutch, David. . The Christian Science Monitor. November 2, 1995: 13  [2015-08-17]. （原始内容存档于2015-09-23）.
5. 1 2  Solomon, Deborah. "In Praise of Bad Art （页面存档备份，存于）". The New York Times, January 24, 1999
6. 1 2 3 4 5  "The Gallery of the Garish Masterpieces of Bad Art （页面存档备份，存于）". The Irish Times, September 18, 1999. 9
7. 1 2  Gaines, Judith. "Exhibiting Works of Trial and Error: Museum Finds Landscapes Gone Awry" （页面存档备份，存于）. The Boston Globe, May 4, 2003. 9
8. 1 2 3  English, Bella. "High Standards for Low Art" （页面存档备份，存于）. The Boston Globe, April 29, 2007. Reg7
9. ↑  Frauenfelder, Mark. . Wired Magazine. July 1995  [2015-08-17]. （原始内容存档于2012-11-02）.
10. ↑  http://cool.conservation-us.org/waac/wn/wn18/wn18-1/wn18-113.html （页面存档备份，存于） MOBS CD-ROM
11. ↑  Citro & Foulds 2004，第114頁
12. ↑  Museum of Bad Art Archive.today的存檔，存档日期2013-01-02". Food & Wine Magazine, October 2008
13. 1 2 3 4 5  English, Bella. "Doing a Good Deed with Bad Art （页面存档备份，存于）". The Boston Globe, February 8, 2009. Reg1
14. 1 2  Wilson, David, "It May Be Art, But They Sure Ain't No Oil Paintings". 南华早报, May 17, 2004. 5
15. ↑  Johnson, Carolyn. "So Bad It's Good: Dedham Museum Is Proud Home to Unforgettable Art That's Anything But Fine" （页面存档备份，存于）. The Boston Globe, June 25, 2006. 1
16. ↑  Smykus, Ed. "Museum of Bad Art Will Open Second Branch at the Somerville Theater" Archive.today的存檔，存档日期2012-09-17. Wicked Local, May 5, 2008
17. ↑  "General Info （页面存档备份，存于）". Somerville Theatre. Retrieved on March 3, 2009.
18. ↑  Garcia-Fenech, Giovanni. "Bad Art Bonanza （页面存档备份，存于）". New York: artnet Worldwide, 2009. Retrieved on March 4, 2009.
19. ↑  Gray-Blanc, Elena. "The Good, the Bad... and the Very, Very Ugly — The Museum of Bad Art: A Worthwhile Stop on the World Weird Web （页面存档备份，存于）". Santa Barbara Independent, September 20, 2008
20. 1 2 3  Goldberg, Carey. "Arts In America: Art So Bad a Museum in Boston Relishes It" （页面存档备份，存于）. The New York Times, October 14, 1998. E2
21. ↑  Bolton, Morgan  Michele. "'Bad' Art Sells for Good Cause （页面存档备份，存于）". The Boston Globe, February 15, 2009
22. ↑  Wulff, Julie "All Things Bad and Beautiful". The Boston Globe, December 13, 2006. SID2
23. 1 2  Cobb, Nathan. "In Dedham, This Museum is Exhibiting 'Bad" Taste" （页面存档备份，存于）. The Boston Globe, February 28, 2004. C1
24. ↑  Portraiture #9 Eileen 的存檔，存档日期2015-02-24.. Museum of Bad Art, 2009. Retrieved on March 8, 2009.
25. ↑  Belanger, Moran & Sceurman 2008，第59頁
26. ↑  Wright, Chris. "Framed: Good times for bad art," 的存檔，存档日期2011-06-05. The Boston Phoenix, April 25 – May 1, 2003
27. ↑  Kurkjian, Stephen. "The Gardner Heist" （页面存档备份，存于）, The Boston Globe, March 13, 2005
28. ↑  Frank & Sacco 2008，第xi頁
29. 1 2  Swoger, Kate. "Art Only a Mother Could Love: No Picture is Too Imperfect for Massachusetts Museum". The Gazette, Montreal, Quebec, February 13, 2000. H6
30. ↑  Frank & Sacco 2008，第xii頁
31. 1 2  Michael Frank, "Art Theft Hits Home in Dedham" （页面存档备份，存于）, letter to the editor, The Boston Globe, February 11, 2006. 10
32. ↑  Swoger, Kate. "Bad Art Finds a Good Home at This Anti-Museum". Ottawa Citizen, February 26, 2000. K6
33. 1 2  Frank & Sacco 2008，第x頁
34. 1 2  Hirsch, James "Gosh, That's Awful! It Would Look Great Hanging in a Museum—Painting Failures Are Displayed on Some Walls in Boston Dedication to 'Bad Art'." The Wall Street Journal, July 12, 1995. A1
35. ↑  The MOBA news: The Museum of Bad Art (MOBA) Newsletter, Issue #36 Excerpt 的存檔，存档日期2009-01-23.. Museum of Bad Art, 2009. Retrieved on March 8, 2009.
36. 1 2  Architecture Boston,  (PDF): 18–24, May 2006, （原始内容 (PDF)存档于2011年1月9日）
37. ↑  The Museum of Bad Art's Michael Frank （页面存档备份，存于） Off Center (2009). Accessed, March 31, 2009.
38. ↑  Frank & Sacco 2008，第x–xi頁
39. 1 2 3 4 5  Caro, Mark, "Not a Pretty Picture—Boston-Area Museum a Monument to the Absolute Worst in Art". Chicago Tribune, May 20, 1997. 1
40. ↑  Belanger, Moran & Sceurman 2008，第158頁
41. ↑  Lewis, Jamie. . Museums Journal. May 2006, 106 (5): 62.
42. 1 2  Frank and Sacco, xiv
43. ↑  Stankowicz & Jackson 1996，第82頁
44. ↑  Peters 2003，第67頁
45. 1 2  Portraiture #1 Lucy In the Field With Flowers 的存檔，存档日期2009-02-26.. Museum of Bad Art, 2009. Retrieved on March 4, 2009.
46. ↑  "So Bad It's Good: The Arts Online".[] The Times, March 25, 2006. 15
47. ↑  Stankowicz & Jackson 1996，第2頁
48. ↑  Citro & Foulds 2004，第115頁
49. 1 2  Levin, 198
50. ↑  . Annals of Improbable Research.   [March 3, 2009]. （原始内容存档于2009年10月8日）.
51. ↑  Stankowicz & Jackson 1996，第97頁
52. ↑  Portraiture #2 Sunday on the Pot With George 的存檔，存档日期2009-02-26.. Museum of Bad Art, 2009. Retrieved on March 4, 2009.
53. 1 2  "Juggling Dog in Hula Skirt 的存檔，存档日期2009-05-02.". Museum of Bad Art, 2009. Retrieved on March 4, 2009.
54. ↑  Frank & Sacco 2008，第52頁
55. ↑  Peters 2003，第71–72頁
56. ↑  "The Guest Interpretator's Collection 的存檔，存档日期2009-02-08.". Museum of Bad Art, 2009. Retrieved on March 3, 2009.
57. ↑  MOBA Newsletter 的存檔，存档日期2009-04-04.. Museum of Bad Art, December 1, 1999. Retrieved on March 4, 2009.
58. ↑  Ingham, Alison. "Museum Offers Eyeful of Bad Art" 的存檔，存档日期2013-12-28.. North Seattle Herald-Outlook, November 19, 2008. Retrieved on May 30, 2012.
59. ↑  Museum of Particularly Bad Art （页面存档备份，存于）. Museum of Particularly Bad Art, 2009. Retrieved on March 3, 2009.
60. ↑  .   [2015-08-17]. （原始内容存档于2014-03-14）.
61. ↑  .   [2014-03-14]. （原始内容存档于2014-03-14）.
62. ↑  English, Bella.  "Museum of Bad Art loses space in Dedham to exhibit its stuff （页面存档备份，存于）", The Boston Globe (Jan. 12, 2013).
63. ↑  "Exhibit Preview: The Museum of Bad Art" 的存檔，存档日期2008-07-20.. Fast Forward Weekly, September 17, 1998
64. ↑  Peters 2003，第68頁
65. ↑  Jason Kaufman. . Contexts: 81–84.   [2018-04-03]. doi:10.1525/ctx.2007.6.4.81. （原始内容存档于2021-07-12）.
66. 1 2  Lewis, Nicole. "For Badness' Sake" （页面存档备份，存于）. The Washington Post, October 8, 1998. D5
67. ↑  Ap Dijksterhuis, Loran F. Nordgren. . Perspectives on Psychological Science: 95–109.   [2018-04-03]. doi:10.1111/j.1745-6916.2006.00007.x. （原始内容存档于2022-02-16）.
68. ↑  Loran F. Nordgren, Ap Dijksterhuis. . Journal of Consumer Research. 2009-06-01, 36 (1): 39–46  [2018-04-03]. ISSN 0093-5301. doi:10.1086/596306 （英语）.
69. ↑  Oshin Vartanian, Colin Martindale, Jacob Podsiadlo, Shane Overbay, Jonathan Borkum. . British Journal of Psychology (London, England: 1953). 2005-11, 96 (Pt 4): 493–503  [2019-05-26]. ISSN 0007-1269. PMID 16248938. doi:10.1348/000712605X47927. （原始内容存档于2016-03-05）.